# Elsenheim
Elsenheim é uma comuna francesa na região administrativa de Grande Leste, no departamento Baixo Reno. Estende-se por uma área de 9,65 km². Em 2010 a comuna tinha 826 habitantes (densidade: 85,6 hab./km²).